# Sidi Khelifa
Sidi Khelifa è un comune dell'Algeria, situato nella provincia di Mila.